# Al-Ghajda
Al-Ghajda (arab. الغيظة, trl. Al-Ghaydah) – miasto we wschodnim Jemenie, stolica muhafazy Al-Mahra. W 2004 roku liczyło ok. 13,5 tys. mieszkańców. W mieście znajduje się port lotniczy Al-Ghajda.